# Gyokuyō Wakashū
Gyokuyō Wakashū (玉葉和歌集?, Collezione di foglie preziose), è la quattordicesima Chokusen wakashū (勅撰和歌集?, Antologia imperiale) giapponese di waka e la sesta delle Jūsandaishū. Commissionata dal daijō Tennō Fushimi e compilata da Kyōgoku Tamekane (1254–1332). L'antologia comprende 20 maki (rotoli) per un totale di 2801 waka. Il titolo dell'antologia è un riferimento alla Kin'yō Wakashū.
Con circa 2.800 poesie, è la più grande raccolta di poesie waka selezionate per un'antologia imperiale ed è conosciuta come una raccolta di waka incentrata sulla scuola poetica Kyōgoku, che ha portato un nuovo stile alla poesia waka medievale rispetto alla più antica e conservatrice scuola poetica Nijō.

## Realizzazione
Nel tardo periodo Kamakura, Kyōgoku Tamekane, che nutriva dubbi sullo stato stagnante della poesia waka dell'epoca, iniziò a sostenere una svolta nello stile poetico. La sua richiesta fu accettata dall'imperatore Fushimi, che Tamekane servì quando era principe ereditario, e la poesia waka della scuola Kyōgoku ebbe inizio. Durante il regno dell'imperatore Fushimi si tentò di compilare un'antologia imperiale di poesie waka, nota come Eijin Chokusen, ma no fu completata. Tuttavia, nel 1308 (Tokuji 3), l'ascesa al trono dell'imperatore Hanazono, l'imperatore in pensione Fushimi riprese il progetto di compilare un'antologia imperiale di poesie waka sotto la guida della scuola Kyōgoku.
La poesia waka della scuola Kyōgoku, guidata da Kyōgoku Tamekane, era molto lontana dalla poesia waka dell'epoca e fu quindi fortemente criticata. In particolare, Nijō Tameyo, capo della famiglia di poeti waka Nijō, si oppose fermamente alla compilazione di un'antologia imperiale con Kyōgoku Tamekane come compilatore, e ci fu un acceso dibattito tra Tameyo e Tamekane. Alla fine si decise che Tamekane sarebbe stato l'unico compilatore dell'antologia imperiale di poesie waka, in conformità con l'editto imperiale di Fushimi-jōkō.
In seguito, la scuola Kyōgoku compilò il Fūga Wakashū, una raccolta di poesie waka imperiali guidata dalla scuola Kyōgoku, ma la scuola venne distrutta dall'Incidente Kannō.

## Contenuto
Gyokuyō Wakashū è composta da venti volumi, con le seguenti sezioni: primavera (superiore, inferiore), estate, autunno (superiore, inferiore), inverno, celebrazione, viaggio, amore (1-5), varie (1-5), jingi e shakkyō. Anche se il numero totale di poesie waka varia leggermente a seconda del manoscritto, la raccolta contiene circa 2.800 poesie waka, il che la rende la più grande di tutte le antologie waka imperiali.
Non è presente una prefazione, si dice che ciò sia dovuto al fatto che il compilatore, Kyōgoku Tamekane, non conoscesse la poesia cinese.
Il poeta con il maggior numero di poesie fu Fushimi-jōkō (93 poesie), seguito da Fujiwara no Teika con 69 poesie, Saionji Sanekane con 60 poesie, Tameko, la sorella maggiore di Tamekane, con 60 poesie, Fujiwara no Shunzei con 59 poesie, 57 brani di Saigyō, 51 brani di Fujiwara no Tameie, 49 brani di Eifuku Mon’in, 36 poesie di Tamekane, 34 poesie di Izumi Shikibu, 31 poesie di Saionji Saneuji, 27 poesie di Jien, 26 di Ki no Tsurayuki, 24 di Kakinomoto no Hitomaro, 22 del principe Munetaka e 21 di Takatsukasa Mototada.
Rispetto alle altre antologie imperiali dei periodi Kamakura e Muromachi, l'antologia è stata curata per enfatizzare i poeti del passato piuttosto che quelli contemporanei. Un'altra caratteristica è che presenta una percentuale maggiore di poetesse rispetto ad altre antologie di waka imperiali.